# The Cinematic Orchestra
The Cinematic Orchestra è un gruppo musicale britannico nato alla fine degli anni novanta per iniziativa di Jason Swinscoe.

## Storia
Swinscoe ha formato un gruppo chiamato Crabladder nel 1990, durante i suoi studi a Cardiff. Nel 1999 ha fondato The Cinematic Orchestra. Il disco d'esordio Motion uscì nel 1999, rivelandosi un successo di critica.
Nel 2001 vennero incaricati di scrivere la musica d'accompagnamento per il film muto Man with a Movie Camera (in russo Человек с киноаппаратом?, Chelovek s kino-apparatom) del regista sovietico Dziga Vertov, datato 1929. Dopo aver portato in tour il materiale composto, lo riunirono in un album che uscì nel 2003, riprendendo lo stesso nome del film. 
Parte del materiale originariamente creato per Man with a Movie Camera, verrà arricchito di parti vocali ed elementi elettronici ed andrà a formare l'album Every day, uscito nel 2002.
Nel 2006 partecipano alla compilation-tributo Exit Music: Song with Radio Heads dedicata ai Radiohead. Nel maggio 2007 pubblicano Ma Fleur, in cui si avvalgono della collaborazione di Patrick Watson, Fontella Bass e Lou Rhodes.
Nel 2008 hanno registrato la colonna sonora di un documentario naturalistico girato da Disneynature: Il mistero dei fenicotteri rosa.
Nel 2011 lavorano per una serie di composizioni per diversi corti d'avanguardia appartenenti alla serie In Motion e successivamente pubblicato in un album (2012).

## Apparizioni in altri media
To Build a Home (dall'album Ma Fleur, con la voce del canadese Patrick Watson) è stata utilizzata in numerosi film e produzioni televisive: Live with Chivalry (2008), Hollyoaks (2008), Trinidad (2008), The Tree (2010), Polytechnique (2009), Grey's Anatomy (2005), This is us (2018) e altri telefilm.
Parte del tema principale de Il mistero dei fenicotteri rosa (tratta dal brano Arrivals of the birds) è stata utilizzata da Giorgio Armani nello spot pubblicitario della fragranza femminile Acqua di Gioia (2012). Nell'aprile 2023 lo stesso tema viene utilizzato da Coop Italia nella campagna pubblicitaria Insieme.
Lo stesso tema (Arrival of the birds) e Transformation tratti da Disneynature: Il mistero dei fenicotteri rosa sono inoltre inseriti nella colonna sonora de La teoria del tutto (2014).

## Stile
Lo stile del gruppo, sia dal vivo che in studio, impiega la tecnica del turntablism improvvisata e diversi strumenti elettronici come campionatori. Il genere musicale offre una combinazione di jazz e musica elettronica, più notoriamente definito nu-jazz.

## Discografia

### Album in studio
- Motion (1999)
- Every Day (2002)
- Ma Fleur (2007)
- To Believe (2019)

### Live, raccolte e colonne sonore
- Remixes 98-2000 (2000)
- Man with a Movie Camera (2003)
- Past, Present & Future - Classics, Instrumentals & Exclusives (2007)
- Live at the Royal Albert Hall (2008)
- The Crimson Wing: Mystery of the Flamingos OST (2009)
- Late Night Tales: The Cinematic Orchestra (2010)
- The Cinematic Orchestra presents In Motion #1 (2012)

### Singoli
- "Diabolus" (1999)
- "Channel 1 Suite"/"Ode to the Big Sea" (1999)
- "All That You Give" (feat. Fontella Bass) (2002)
- "Horizon" (feat. Niara Scarlett) (2002)
- "Man with the Movie Camera" (2002)
- "Breathe" (2007)
- "To Build a Home" (2007)
- "Lilac wine" (2010) - cover di Jeff Buckley
- "Entr'acte" (2011)
- "Manhatta" (2011)
- "Arrival of the Birds" (2012)